# Buraikan
Pour plus de détails, voir Fiche technique et Distribution.
Les Aventures de Buraikan (無頼漢, Buraikan) est un film japonais de 1970 réalisé par Masahiro Shinoda.
Il fut proposé à la 43e cérémonie des Oscars pour l'Oscar du meilleur film en langue étrangère, mais il ne fut pas nommé.

## Synopsis
Le film se passe pendant la période des réformes Tenpō conduites et mises en place par Mizuno Tadakuni (1793-1851). Celui-ci était un moraliste qui voulait tout réglementer, voyant dans les plaisirs et l'art une perte de temps réduisant la fibre patriotique. Le film concerne divers personnages vivant dans un quartier des plaisirs se retrouvant impliqués dans l'aventure d'acteurs rebelles...

## Fiche technique
- Titre : Les Aventures de Buraikan
- Titre original : 無頼漢 (Buraikan?)
- Titre anglais : The Scandalous Adventures of Buraikan
- Réalisation : Masahiro Shinoda
- Scénario : Shūji Terayama, d'après une pièce de Kawatake Mokuami
- Photographie : Kōzō Okazaki
- Direction artistique : Shigemasa Toda
- Son : Hideo Nishizaki
- Montage : Yoshi Sugihara
- Direction musicale : Masaru Satō
- Producteurs : Sanezumi Fujimoto, Yasushige Wakatsuki
- Sociétés de production : Ninjin Club, Tōhō
- Société de distribution : Tōhō
- Pays d'origine :  Japon
- Langue originale : Japonais
- Format : 2,35:1
- Genre : comédie dramatique
- Durée : 104 minutes (métrage : 8 bobines - 2 825 m[3])
- Date de sortie :
  - Japon : 18 avril 1970[3]

## Distribution
- Tatsuya Nakadai : Naojiro Kataoka
- Suisen Ichikawa : Okuma, la mère de Naojiro
- Shima Iwashita : Michitose
- Tetsurō Tanba : Sōshun Kōchiyama
- Shōichi Ozawa : Ushimatsu
- Masakane Yonekura : Kaneko Ichinojo
- Kiwako Taichi : Namiji
- Fumio Watanabe : Moritaya Seizo
- Hiroshi Akutagawa : Mizuno Echizennokami
- Hisashi Igawa : Mizuno
- Kamatari Fujiwara
- Jun Hamamura : Kanoke-boshi
- Akiji Kobayashi
- Aya Kawano : Midori